# Abri de La Viña
L' abri de La Viña  est un site archéologique situé à Manzaneda dans la commune de Oviedo dans la communauté autonome des Asturies,. 
Il a été classé Bien d'intérêt culturel en 1997 (RI-51-0010104).

## Description
Dans cette cavité ont été découverts différents vestiges datant de l'Aurignacien au Magdalénien. Le mur principal se démarque avec des dimensions de 30 m et sur lequel sont représentés des cerfs, des bovidés, des chevaux et des vulves. 
La principale technique d'industrie lithique utilisée à La Viña est la technique de taille de la pierre au burin.

## Galerie

Abri de La Viña
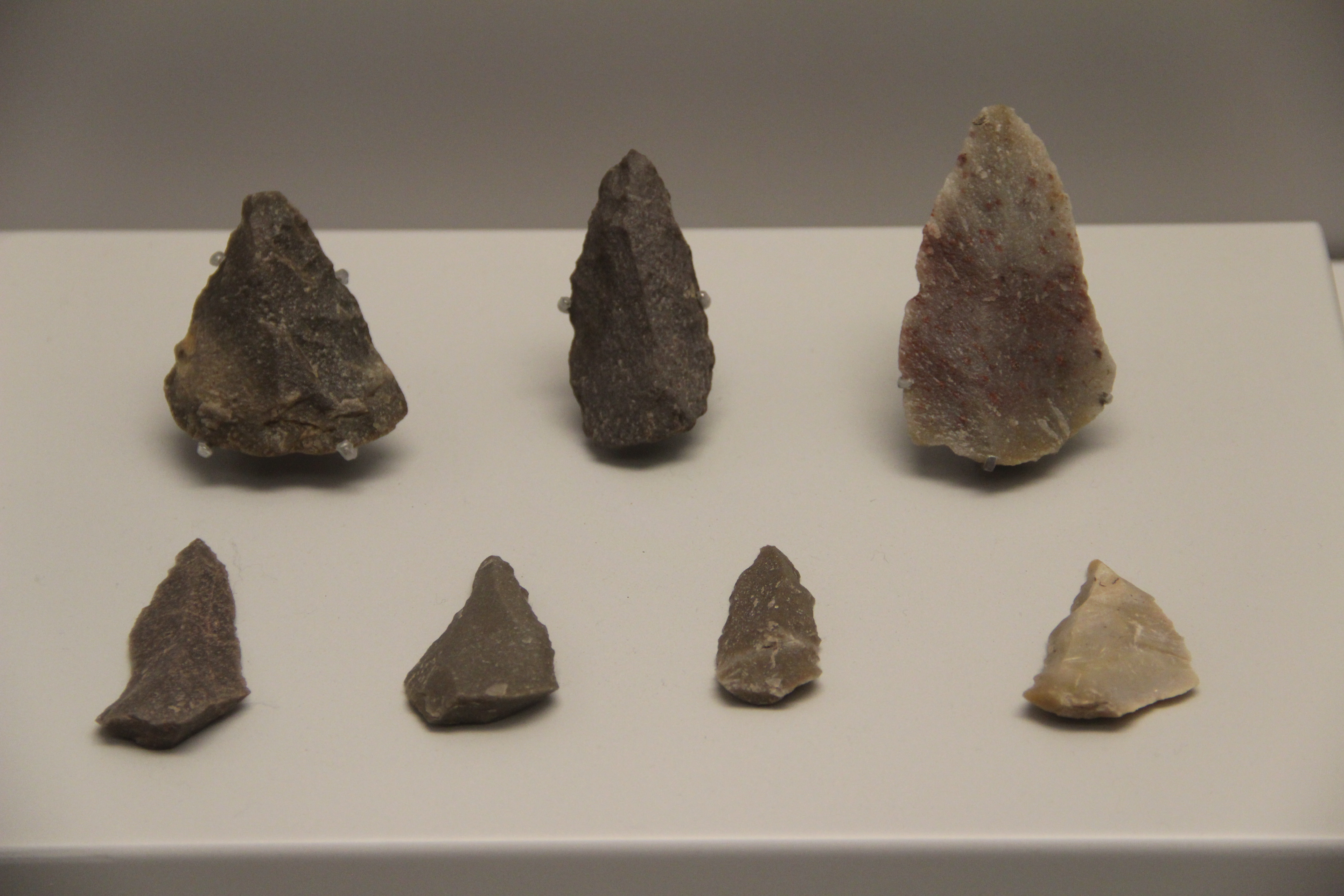
Pointes moustériennes
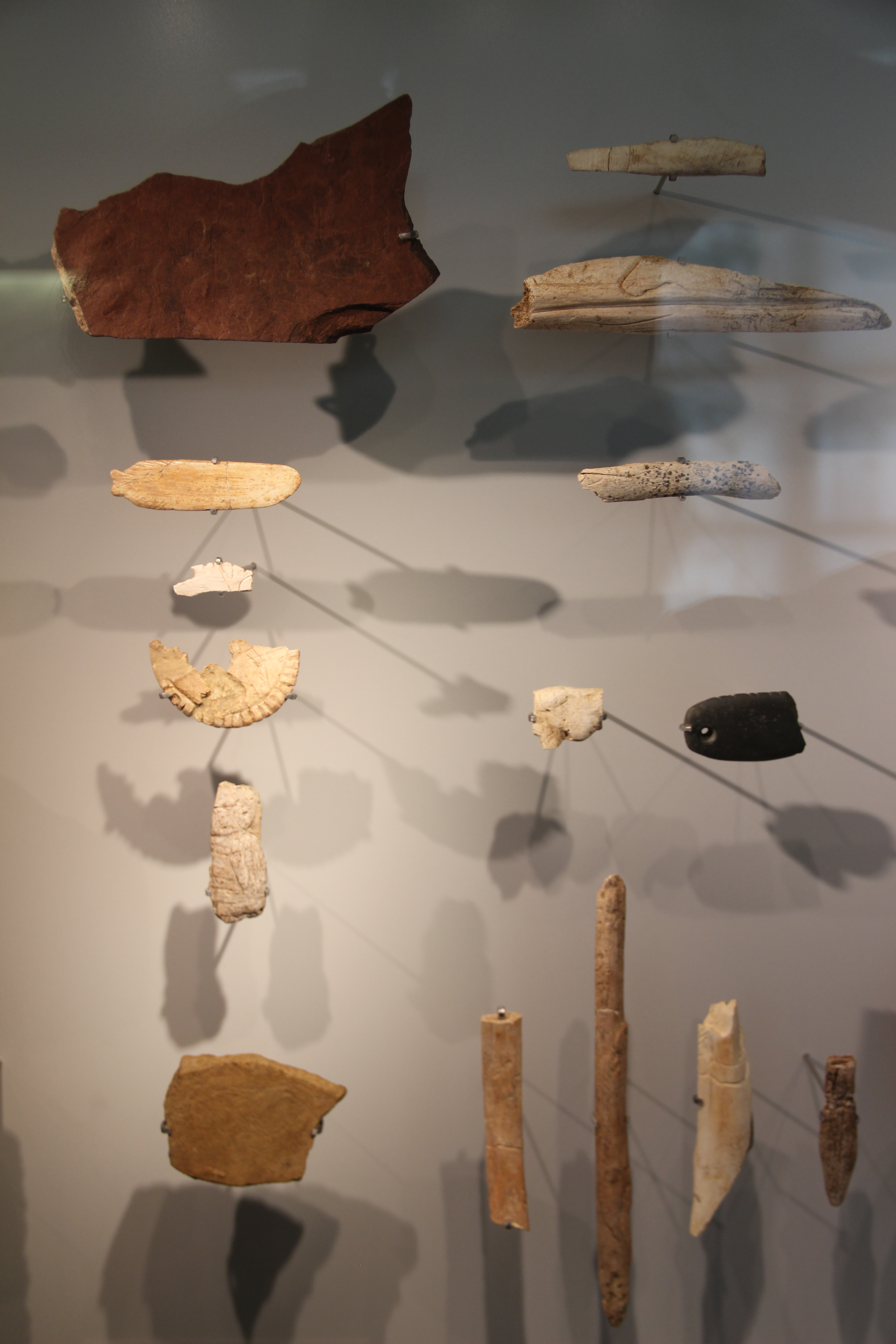
Omoplate et plaquettes gravées
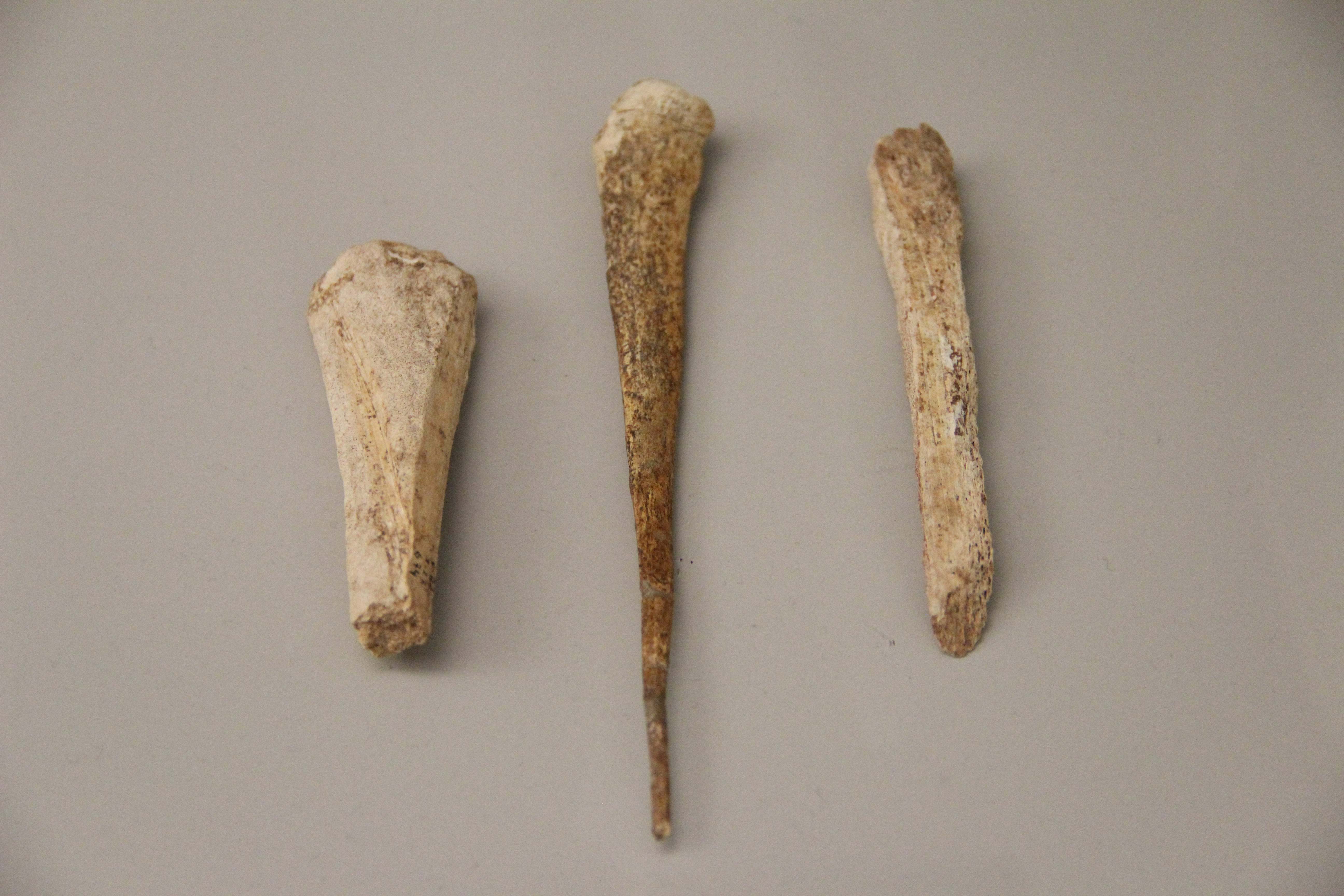
Outils en os
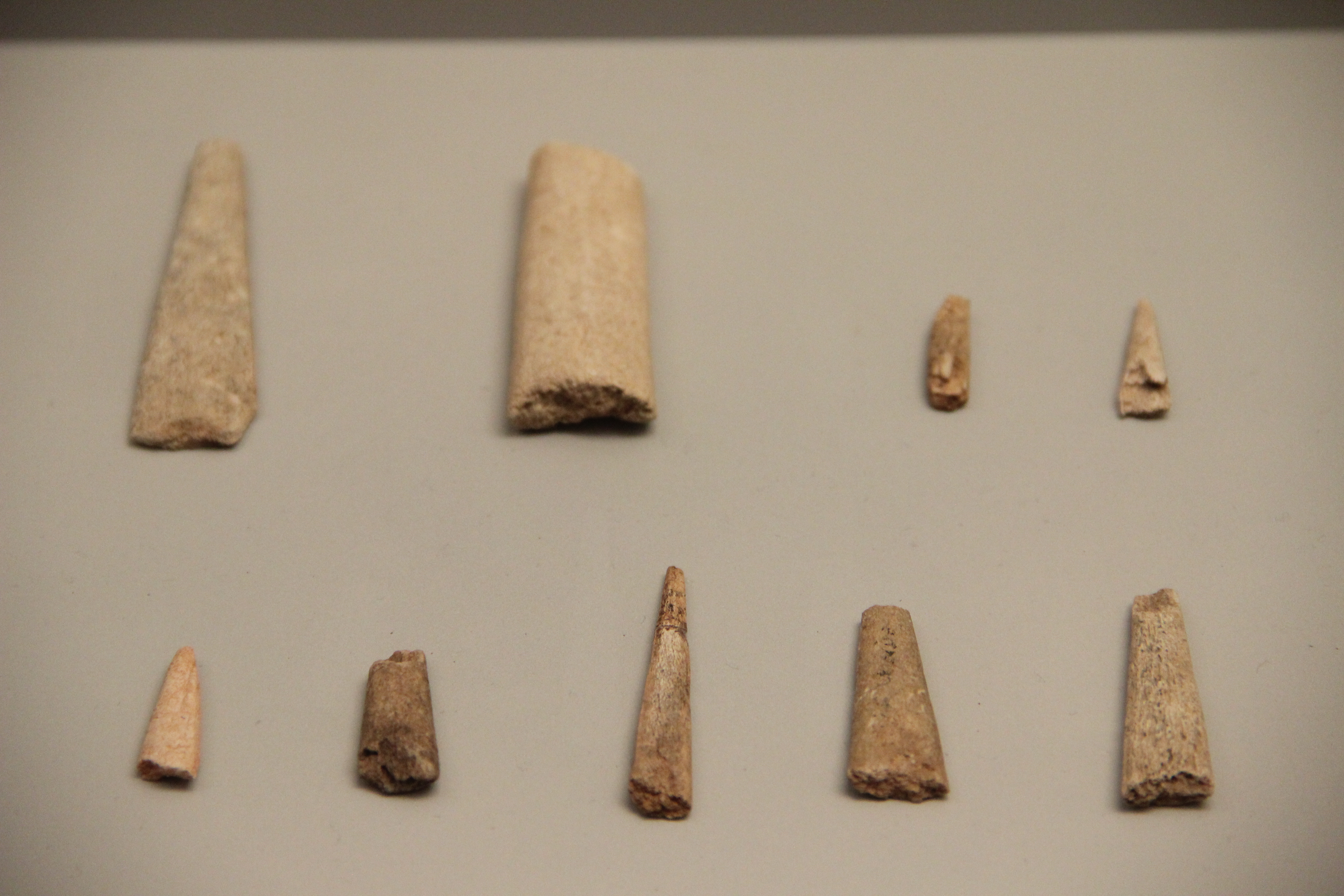
lame tronquée